# Trichogramma manii
Trichogramma manii is een vliesvleugelig insect uit de familie Trichogrammatidae. De wetenschappelijke naam is voor het eerst geldig gepubliceerd in 2007 door Nagaraja & Gupta.